# هوش عمومی

نماد هوش عمومی

هوش عمومی (همچنین توانایی کلی ذهنی) یک ساختار توسعه یافته در بررسی روانسنجی از توانایی های شناختی و  هوش انسان است. متغیری است که خلاصه همبستگی مثبت میان وظایف مختلف شناختی است، که منعکس کننده این واقعیت است که عملکرد یک فرد در یک نوع وظیفه شناختی  معمولاً قابل مقایسه با عملکرد فرد در انواع دیگر از وظایف شناختی است.